# Aechmea podantha
Espèce
Classification phylogénétique
Synonymes
- Lamprococcus podanthus (L.B.Sm.) L.B.Sm. & W.J.Kress

Aechmea podantha est une espèce de plantes de la famille des Bromeliaceae, endémique de la forêt atlantique (mata atlântica en portugais) au Brésil.

## Synonymes
- Lamprococcus podanthus (L.B.Sm.) L.B.Sm. & W.J.Kress[2].